# 林東陞
林東陞（1920年11月28日—2000年6月24日），臺北市人，臺湾电影人，活躍於1960年代。

## 生平
1920年出生於臺北大稻埕，永樂戲院經理林堯俊的侄子。1958年至1970年代從事台語電影監製與編劇工作。總計攝製50餘部台語片，與導演梁哲夫、演員陳揚多次合作。1962年由金獅公司出品《釋迦傳》系列電影，以林東陞為編劇、釋星雲為顧問、梁哲夫執導。1964年編劇的代表作品有《最後的裁判》、《請問芳名》與《馬蘭之戀》，由高仁河執導、中興影業出品。同年監製、導演作品《無期徒刑》，由小雪、淑華、陽明、傅清華、易原、戽斗、丁香等人主演，隔年上映。1965年台灣日報主辦國產台語影片展覽會頒獎典禮暨影星大會，林東陞榮獲金鼎獎最佳主題獎。
2000年6月，於臺北辭世。

## 作品
林東陞參與幕後工作或曾經合作之臺語電影無數，具體留下可靠文獻記載之代表作品收錄於國家電影及視聽文化中心官網。

### 編劇
- 1958年：《姻緣天註定》
- 1961年：《無你我會死》
- 1962年：
  - 《釋迦傳：誕生篇》
  - 《釋迦傳：說法篇》
  - 《我愛我君我愛子》（ 上、下集 ）
  - 《母淚滴滴紅》
- 1963年：《高雄發的尾班車》
- 1964年：
  - 《無期徒刑》
  - 《請問芳名 (1964)》
  - 《馬蘭之戀》
  - 《最後的裁判》
- 1965年：
  - 《再會啦心愛的人》
  - 《藍色警戒線》
- 1966年：
  - 《追蹤者》
  - 《媽媽三個半》
  - 《金鎖匙》
- 1967年：
  - 《愛你到死》
  - 《包君滿意》
  - 《女社長的秘密》
  - 《思慕的人》
- 1968年：
  - 《秋霜女人心》
  - 《阿西狀元材》
  - 《天下無難事》
  - 《迷你太太》
  - 《阿花拋繡球》
  - 《阿西娶新娘》
  - 《一胎三個》
  - 《鹹酸甜》
  - 《新桃花過渡》
  - 《神鏢》
  - 《等久是我的》
  - 《走東走西好過年》
  - 《流浪四兄妹》
- 1969年：
  - 《風 (1969)》
  - 《阿花生貴子》
  - 《人財兩得》
  - 《一朵小花》
  - 《007女超人》
  - 《愛情價值多少錢》
  - 《釣大鮐》
  - 《阿三哥入城》
  - 《不二價》
  - 《純情淚的小花》
  - 《加人加福氣》
- 1970年：《像霧又像花（Hate Me Not）》
- 1971年：
  - 《怪夜》
  - 《深夜春夢》
  - 《危險時刻》
  - 《婚姻問題》

### 製片
- 1962年：
  - 《我愛我君我愛子》（上、下集）
  - 《母淚滴滴紅》
- 1964年：《無期徒刑》（兼任導演）
- 1965年：
  - 《我愛少年家》
  - 《再會啦心愛的人》
  - 《藍色警戒線》
- 1966年：
  - 《追蹤者》
  - 《金鎖匙》
- 1967年：《包君滿意》
- 1968年：《神鏢》
- 1969年：《風 (1969)》
- 1971年：
  - 《怪夜》
  - 《深夜春夢》

## 外部連結
- 林東陞—華文影劇數據平台 （页面存档备份，存于）